# Vrede van Chapultepec

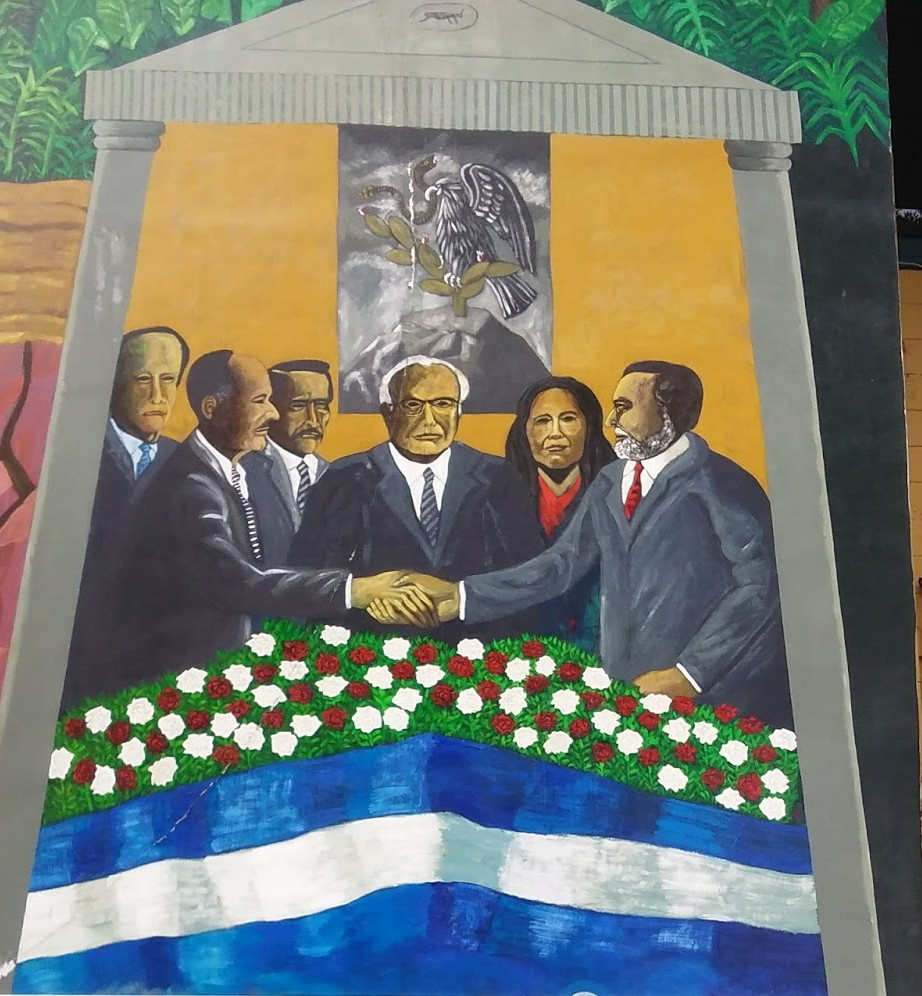
Muurschildering van het vredesverdrag op het nationaal museum in San Salvador.

De Vrede van Chapultepec was een vredesakkoord dat een einde maakte aan de burgeroorlog in El Salvador. De vrede werd getekend in 1992 in het paleis Chapultepec in Mexico-Stad.
De vrede werd bereikt na onderhandelingen van afgevaardigden van de Salvadoraanse regering, het Nationaal Bevrijdingsfront Farabundo Martí (FMLN) en verschillende politieke partijen, met de Rooms-Katholieke Kerk en de Verenigde Naties als waarnemers.
Op 31 december 1991 hadden de FMLN en de regering al een voorlopige overeenkomst bereikt onder toezicht van secretaris-generaal van de Verenigde Naties Javier Pérez de Cuéllar. Het uiteindelijke akkoord werd getekend op 16 januari 1992. Het akkoord voorzag in een wapenstilstand met ingang van 1 februari 1992, die vervolgens niet meer werd verbroken. Het akkoord regelde verder een inkrimping van het Salvadoraanse leger met zeventig procent en het opheffen van verschillende paramilitaire organisaties. In ruil daarvoor ontwapende het FMLN en ging verder als politieke partij.